# Синявка (Омская область)
Синявка — упразднённая деревня в Одесском районе Омской области. Входила в состав Желанновского сельсовета. Исключена из учётных данных в 1966 г.

## География
Располагалась вблизи государственной границы с Республикой Казахстан, в 3,5 км к юго-западу от деревни Брезицк.

## История
Основана в 1913 году. В 1928 году посёлок Синявка № 1 состоял из 58 хозяйств. В административном отношении входил в состав Брезицкого сельсовета Одесского района Омского округа Сибирского края. В 1966 году деревня Синявка исключена из учётных данных.

## Население
По результат переписи 1926 г. в поселке проживало 308 человек (160 мужчин и 148 женщин), основное население — русские.